# الذنبه وشعب المكلة (يهر)

تعديل مصدري - تعديل

الذنبه وشعب المكلة هي إحدى قرى عزلة يهر بمديرية يهر التابعة لمحافظة لحج، بلغ تعداد سكانها 131 نسمة حسب تعداد اليمن لعام 2004.